# Paul Byrd
Pour les articles homonymes, voir Byrd.
Paul Gregory Byrd (né le 3 décembre 1970 à Louisville dans le Kentucky), est un joueur américain de baseball évoluant dans la Ligue majeure de baseball de 1995 à 2009. 

## Carrière
Drafté en 1991 par les Indians de Cleveland, il est échangé aux Mets de New York avant même de débuter en Ligue majeure. C'est sous l'uniforme des Mets qu'il signe ses débuts au plus haut niveau le 28 juillet 1995.
Il évolue ensuite successivement avec les Braves, les Phillies, les Royals, à nouveau les Braves et les Angels avant de signer avec les Indians en 2006. Byrd rejoint les Red Sox de Boston le 12 août 2008.